# Маріус Зіболіс
Маріус Зіболіс (лит. Marius Zibolis; 14 жовтня 1974, Вілкавішкіс – 18 січня 2023) – литовський спортсмен, гравець чоловічої збірної Литви з голболу. Багаторазовий учасник та призер Паралімпійських ігор.